# Термальбад-Візенбад
Термальбад-Візенбад (нім. Thermalbad Wiesenbad) — громада в Німеччині, розташована в землі Саксонія. Входить до складу району Рудні Гори.
Площа — 24,62 км2. Населення становить 3207 ос. (станом на 31 грудня 2020).